# Pojav JORP
 Pojàv JORP ali pojav Jarkovski-O’Keefe-Radzijevski-Paddack je v nebesni mehaniki pojav, ki se kaže kot spreminjaje hitrosti vrtenja nebesnega telesa ali spreminjanja nagiba vrtilne osi zaradi anizotropnega (ali odvisnega od smeri) sevanja termičnih fotonov s površine nebesnih teles. Pojav JORP je oblika pojava Jarkovskega, ki spreminja oddaljenost telesa od Sonca.
Izraz je sestavil ameriški geofizik David Rubincam v letu 2000 z uporabo imen raziskovalcev, ki so z zamislimi pomagali pri razumevanju tega pojava. Ruski astrofizik Radzijevski je uporabil zamisel, da sevanje fotonov vpliva na vrtenje telesa zaradi različnih albedov. Paddack in O'Keefe sta ugotovila, da je oblika tista, ki najbolj vpliva na velikost kotne hitrosti. Paddack in Rhee sta predvidevala, da je pojav JORP vzrok za spreminjanje hitrosti vrtenja okoli svoje osi za nesimetrična telesa in kot posledica tega za prenos snovi iz Osončja.

## Opis pojava
Pojav JORP deluje samo na nesimetrična telesa. Telo v obliki elipsoida ne kaže posledic tega pojava. Pojav JORP spreminja (povečuje ali zmanjšuje) hitrost vrtenja (kotno hitrost) in/ali naklon tirnice, kar je odvisno od prijemališča rezultante sile, ki nastane kot posledica sunkov sile vseh izsevanih fotonov s površine telesa. Vsak foton odnese gibalno količino, ki je enaka p = E/c (kjer je E energija fotona, ki je enaka hν – h je Planckova konstanta, ν je frekvenca - in c je hitrost svetlobe). Sprememba vrtilne količine je enaka sunku vseh zunanjih navorov: 
{\displaystyle {\frac {d\mathbf {\Gamma } }{dt}}=\mathbf {M} }
Na sliki je pojav prikazan zelo poenostavljeno. Narisana sila {\displaystyle \mathbf {F_{j}} } je pravokotna na ročico {\displaystyle \mathbf {r} } in je tako navor enak {\displaystyle \mathbf {r} \cdot \mathbf {F_{j}} }. To daje telesu izredno majhen kotni pospešek, ki se po delovanju nekaj milijonov let pozna v hitrosti vrtenja okoli osi.
Asteroidi se zavrtijo v približno 4 do 12 urah. Majhni asteroidi imajo nenavadno veliko ali majhno kotno hitrost. S pojavom JORP lahko pojasnimo te izredno majhne ali velike hitrosti vrtenja 

## Meritve
V letu 2007 so z opazovanji dokazali pojav JORP na majhnih asteroidih 2000 PH5 in 1862 Apolon. Pri asteoroidu PH5 se bo v 600.000 letih podvojila hitrost vrtenja. Prav tako se mu bo nagnila tudi os vrtenja in spremenila precesija. To bo asteroid premaknilo v eno izmed resonačnih stanj. Verjetno tako nastajajo tudi dvojni asteroidi. Velikost kotnega pospeška pri asteroidu 2000 PH5 je bila v štirih letih opazovanja 2,9 (± 0,2) · 10-4 °/dan2. 
Asteroidu 2000 PH5 so dali ime 54509 Jorp ((54509) Yorp), ker je bil prvi na katerem so z meritvami dokazali delovanje pojava JORP.